# Diavolo mietitore

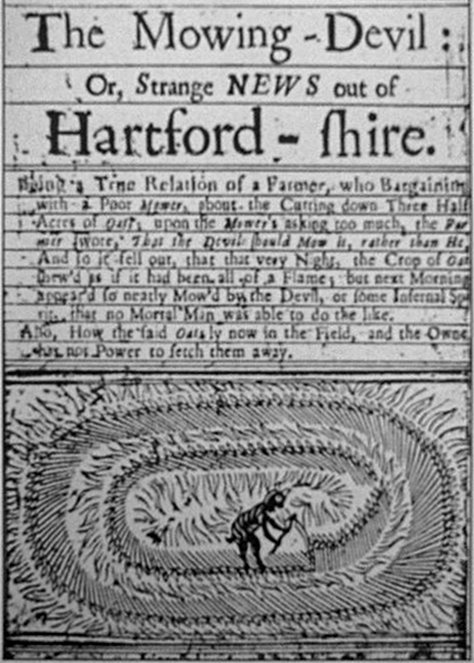
Il manifesto del "diavolo mietitore"

Il diavolo mietitore (The mowing devil) è un manifesto inglese del 1678.

## Trascrizione e parafrasi
Being a True Relation of a Farmer, who Bargaining with a poor Mower, about the Cutting down Three Half Acres of Oats upon the Mower's asking too much, the Farmer ſwore, "That the Devil ſhould Mow it, rather than He." And lo it fell out, that that very Night, the Crop of Oats ſhew'd as if it had been all of a Flame, but next Morning appear'd ſo neatly Mow'd by the Devil, or ſome Infernal Spirit, that no Mortal Man was able to do the like. Alſo, How the ſaid Oats ly now in the Field, and the Owner has not Power to fetch them away.»
Racconta di un ricco proprietario terriero che osò respingere la richiesta di aumento di ricompensa del bracciante che gli doveva mietere il campo. L'uomo imprecò per tutta risposta: "Che lo mieta il diavolo, allora!". Accadde così che proprio quella notte il campo di avena iniziò a splendere come se fosse in fiamme, ma il mattino dopo si presentò mietuto alla perfezione.
Non si sa se mietuto dal diavolo o da un altro demone: di certo non da un essere umano. Quando il padrone si avvicinò alle balle d'avena, non aveva più la forza né per sollevarli, né per portarle via.»

## Analisi
L'illustrazione del manifesto raffigura un diavolo, con una falce in mano, circondato dalle spighe mietute ed adagiate a terra in vari cerchi concentrici.
Talvolta questo pamphlet viene considerato la prima testimonianza del fenomeno dei cerchi nel grano, sebbene un'analisi del testo porterebbe a escludere un'esplicita correlazione. Si tratta infatti essenzialmente di un libello volto a diffondere una morale fondata sulla dualità ricco-povero, come era in uso all'epoca.